# Evelyn Ashley
Anthony Evelyn Melbourne Ashley, född den 24 juli 1836 i London, död den 16 november 1907 på Broadlands vid Romsey i Hampshire, var en engelsk politiker och skriftställare. Han var son till Anthony Ashley Cooper, 7:e earl av Shaftesbury och far till Wilfrid Ashley, 1:e baron Mount Temple.
Ashley var sin mors styvfars, lord Palmerstons, privatsekreterare 1858-65 och underhusledamot 1874-85. I Gladstones andra ministär var han understatssekreterare i handelsministeriet 1880-82 och i kolonialministeriet 1882-85, men bröt sedan med det liberala partiet med anledning av Gladstones irländska politik. Han ärvde de stora Palmerston-Templeska godsen. Mest känd blev han som Palmerstons levnadstecknare genom sin fortsättning av lord Dallings Life of lord Palmerston (han skrev därav delarna 3-5, 1874-76; de behandlar tiden 1847-65) och sammandraget av detta arbete, The life and correspondence of Henry John Temple, viscount Palmerston (2 band, 1879).